# Spegelvänd
Spegelvänd är en svensk TV-serie från 2016 som innehåller matematik och problemlösning.
Seriens första säsong hade TV-premiär den 22 mars 2016 på Barnkanalen. Andra säsongen (Spegelvänd 2) hade premiär den 29 oktober 2019.

## Handling
I serien får man följa 12-åriga Li som befinner sig i sin mormors sommarstuga. När hon är uppe på vinden så hittar hon en gammal spegel som ser lite mystisk ut. Det visar sig vara en magisk spegel. Och Li får genom denna kontakt med en parallell värld. I närheten startar Lis mormor ett experiment som kan hota hela världen. Li kontaktar sin bästa vän Amina och Aminas kusin Greger. Tillsammans löser barnen olika uppdrag för att rädda världen och undvika en katastrof.

## Produktion
Delar av serien spelades in på forskningsanläggningar. I säsong 1 förekommer MAX IV-laboratoriet och i säsong 2 spelades flera scener in på Onsala rymdobservatorium under juli 2019.

## Lista över avsnitt
- Avsnitt 1 - Spegeln
- Avsnitt 2 - Kompassen
- Avsnitt 3 - Soluret
- Avsnitt 4 - Pianot
- Avsnitt 5 - Schackspelet
- Avsnitt 6 - Vågen
- Avsnitt 7 - Den sista nyckeln
- Avsnitt 8 - Los värld